# Église Saint-Julien d'Estavar
L'église Saint-Julien d'Estavar (Sant Julià d'Estavar en catalan) est une église romane située à Estavar en Cerdagne dans le département français des Pyrénées-Orientales en région Occitanie.

## Historique
La paroisse d'Estavar est mentionnée pour la première fois dans l'« Acte de Consécration de la Cathédrale de la Seu d'Urgell » au Xe siècle.
L'édifice roman actuel date du XIIe siècle et fait l'objet d'un classement au titre des monuments historiques depuis le 27 avril 1931.

## Architecture
L'église se compose d'une nef unique, d'un chevet semi-circulaire et d'un clocher-mur.
Le chevet et une partie de la façade méridionale sont édifiés en pierre de taille alors que le reste de l'église est édifié en moellon.
Le chevet est remarquable. Édifié en pierre de taille de très belle facture assemblée en grand appareil, il est surmonté d'une très belle frise de dents d'engrenage qui rappelle celle de l'église Saint-Martin d'Hix. Cette frise, surmontée d'une corniche biseautée, est supportée par de remarquables modillons sculptés représentant des visages humains, des animaux et des fleurons.
Contrairement à Saint-Martin d'Hix, le chevet d'Estavar n'est percé que d'une seule fenêtre.
Comme souvent en Cerdagne (Hix, Llo, Angoustrine, Via), l'accès à l'église se fait par une porte percée dans la façade méridionale.

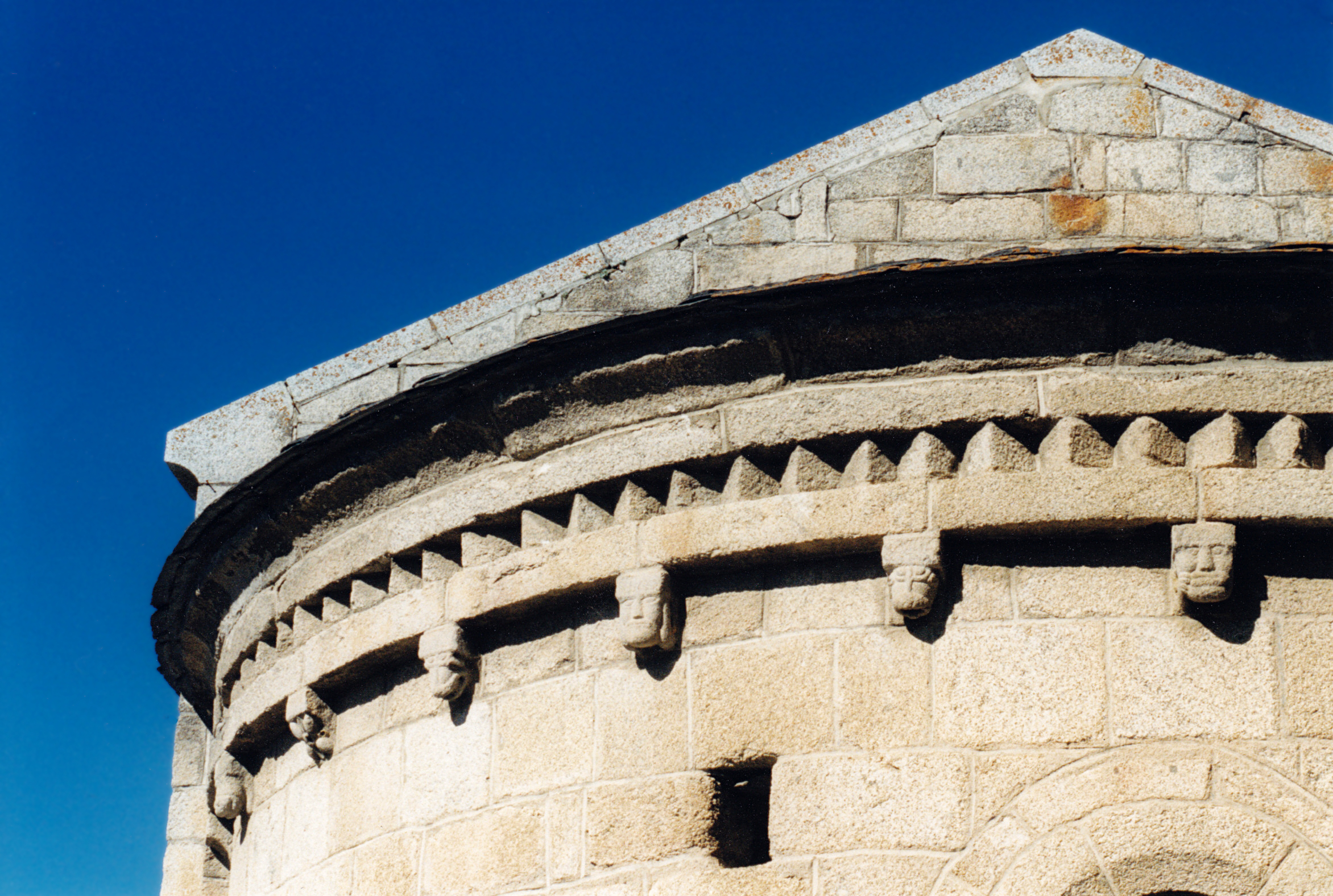
La frise de dents d'engrenage du chevet.
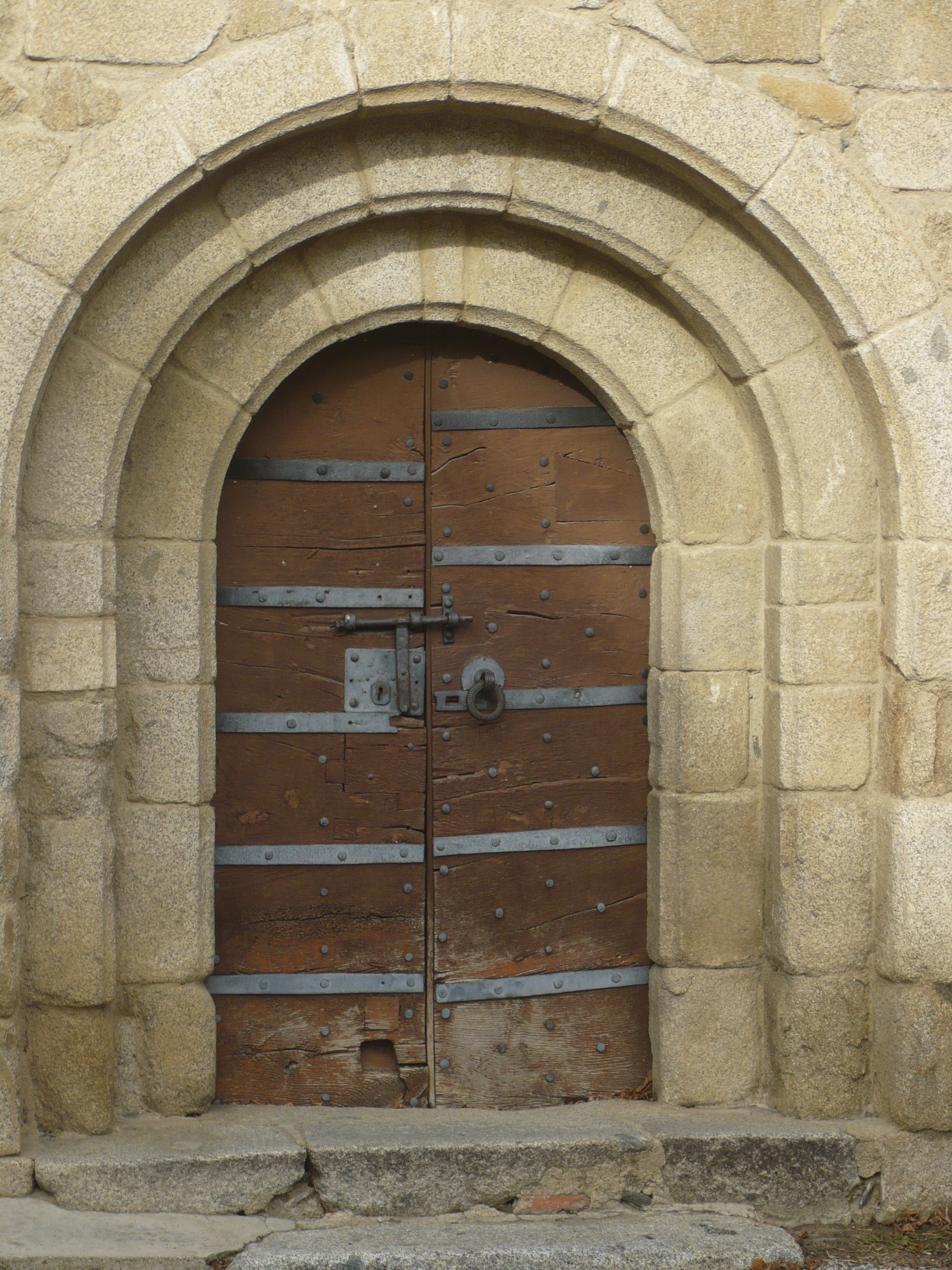
Le portail.
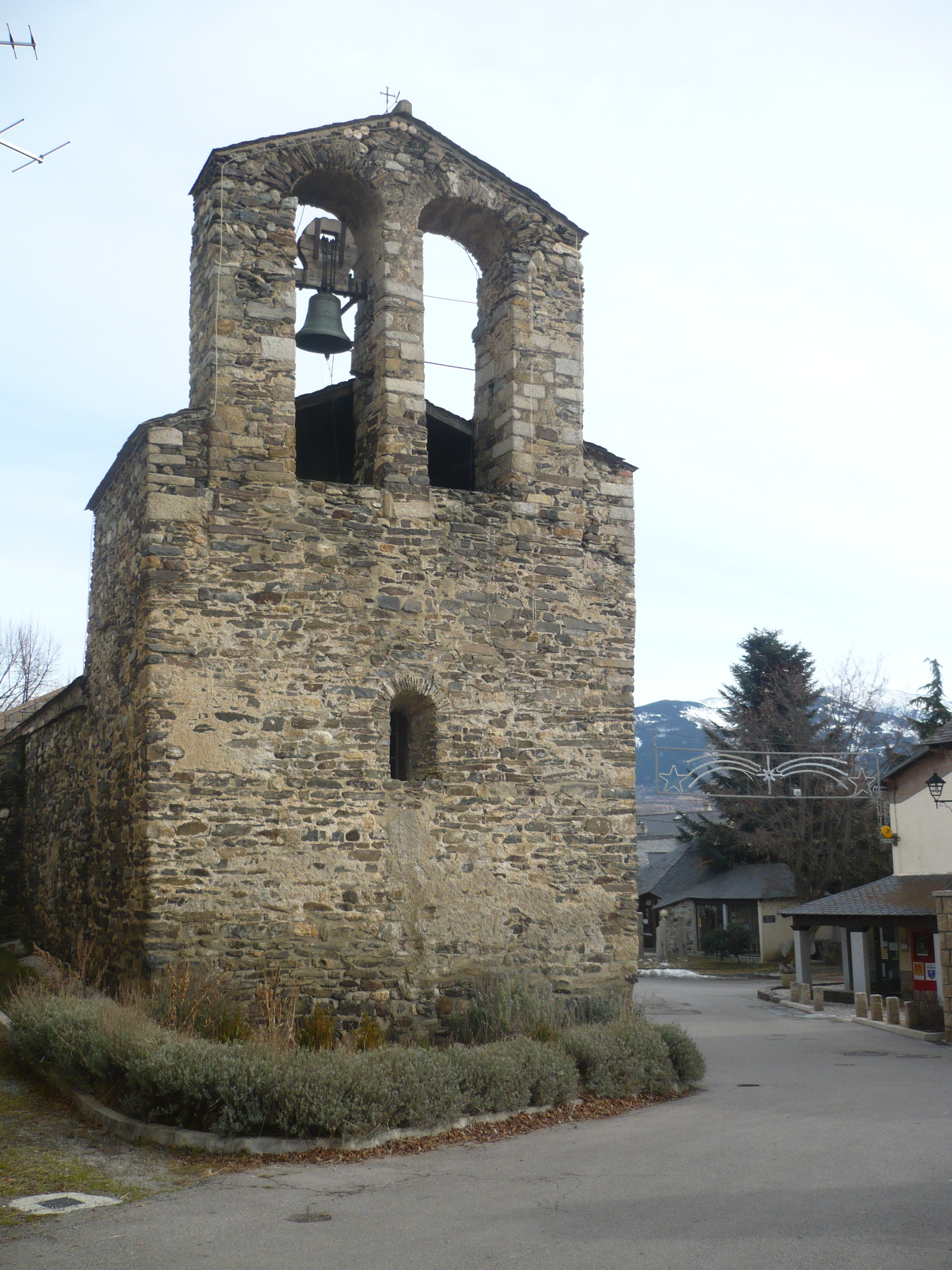
Le clocher.